# Poul Vinding
Poul Vinding, född den 8 september 1658 i Köpenhamn, död den 27 mars 1712, var en dansk professor. 
Vinding var son till Rasmus Vinding i dennes andra äktenskap. Han skrevs in som student vid Köpenhamns universitet den 25 april 1675. Redan ett par år därefter, i februari 1677, blev han utnämnd till professor, men företog en flerårig resa till Republiken Förenade Nederländerna, England, Frankrike och Tyskland. 
Efter att ha kommit hem från Strassburg 1681 höll han en framgångsrik disputation over Lukianos’ skrift om Peregrinos Proteus och blev strax därefter professor i grekiska vid Köpenhamns universitet, vilken post han innehade till sin död. Samtidigt gjorde han liksom fadern en juridisk och politisk karriär, genom att 1686 bli assessor i hovrätten och i kansliet, 1688 assessor i Højesteret, 1693 justitieråd och slutligen etatsråd 1706. Han var samtidigt medlem i en rad kommissioner. Han dog plötsligt av ett slaganfall. 
Vinding ansågs vara den bästa latinisten i Danmark efter Ole Borch och har efterlämnat en rad latinska minnestal över förnäma och berömda personer (den svenska drottningen Ulrika Eleonora d.ä., prins Jørgen med flera). Det av Vindings arbeten man uppskattade mest var en kort översikt över den grekiska litteraturens historia De variis linguæ Græcæ scriptoribus. Rasmus Nyerup tillskriver också Vinding författarskapet en grekisk grammatik Grammaticæ Græcæ præcepta majora. 